# عبد الله تركماني
عبد الله تركماني كاتب ومفكر سوري وباحث في الشؤون السياسية، حاصل على دبلوم دراسات معمّقة في التاريخ العربي المعاصر من جامعة الجزائر عام 1979م وعلى الدكتوراه في التاريخ المعاصر من جامعة تونس عام 2001م، يعمل حالياً كباحث في مركز حرمون للدراسات المعاصرة، له العديد من المؤلفات المستقلة والمشتركة.

## حياته
ولد عبد الله تركماني عام 1948 في حي القلعة بمدينة اللاذقية السورية ودرس فيها وخلال المرحلة الثانوية انتسب إلى حزب البعث وانسحب منه نهائياً عام 1968م بعد المؤتمر القطري الاستثنائي الذي عقد عام 1968 لمحاسبة القيادة العسكرية المسؤولة عن الهزيمة في نكسة حزيران 1967م، والذي لم يتمخض عنه أية نتائج، انتسب عبد الله إلى الجبهة الديمقراطية لتحرير فلسطين ذات التوجه اليساري، واعتُقل في العام 1970 لمدة شهرين ونصف بسبب المطالبة بمحاسبة المسؤولين عن هزيمة 1967م.
التحق بجامعة دمشق عام 1970م واعتقل للمرة الثانية عام 1971م لمدة شهرين بسبب نشاطه الطلابي والسياسي اليساري أطلق سراحه بعدها، سافر إثر ذلك إلى الجزائر ولكنه عاد بعد عام واحد وبقي حتى عام 1975، تزوج خلالها وسافر من جديد.
انتسب عبد الله إلى الحزب الشيوعي السوري بعد عودته الأولى من الجزائر، حيث تابع نشاطه السياسي وقاد عام 1976م اعتصامات أمام السفارة السورية في الجزائر للتنديد بدخول الجيش السوري إلى لبنان، مما أدى لإدراج اسمه بسبب تلك التحركات ضمن قائمة المطلوبين للجهات الأمنية والذي منعه من العودة إلى سوريا بشكل نهائي.
نال شهادة بكالوريوس في التاريخ من جامعة الجزائر عام 1979م، سافر إلى قبرص لتسلمه منصب مدير قسم الدراسات في مجلة صوت البلاد الفلسطينية لعامين، انتقل بعدها إلى تونس ليعمل كباحث في مركز التخطيط الفلسطيني التابع لمنظمة التحرير الفلسطينية هناك وثم ينال دكتوراه في التاريخ المعاصر من جامعة تونس عام 2001م، كما أنه قد عمل باحثاً مع مركز التخطيط الفلسطيني بتونس والمعهد العربي لحقوق الإنسان منذ سنة 1994م، ومركز جامعة الدول العربية منذ سنة 1997م، والجمعية التونسية للدراسات الدولية منذ سنة 1999م، ومفوضية الأمم المتحدة لشؤون اللاجئين منذ سنة 2000م، والمنظمة العربية للتربية والثقافة والعلوم الألكسو منذ سنـة 2004م، ومؤسسة التميمي للبحث العلمي والمعلومات منذ سنة 2005م، ومركز الدراسات الدستورية والسياسية، وجامعة القاضي عياض في مراكش المغربية منذ سنة 2006م. كما أنه عضو في رابطة الكتاب السوريين.

## مؤلفاته
لعبد الله تركماني مئات المقالات المنشورة في العديد من الدوريات والمؤسسات الإعلامية مثل جيرون والعربي الجديد والقدس العربي، والدراسات الفلسطينية، والحوار المتمدن والوقت، والعديد من مراكز الأبحاث العربية والعالمية، فقد كتب عبد الله تركماني في مجالات: الأحزاب الشيوعية في المشرق، الديمقراطية والعلمانية، الدين والديموقراطية، قضايا الصراع العربي الإسرائيلي، المجتمع المدني والديموقراطية، المجتمع السوري والثورة في سوريا. والدول العربية والاسقاطات السياسية، قضايا الهجرة العربية واندماج اللاجئين العرب في أوروبا، قضايا التنمية وحقوق الإنسان في العالم العربي، وحوار الثقافات والعديد من المجالات الآخرى، وشارك في عشرات المؤتمرات العالمية التي تعنى بالقضايا العربية:
كما نشر ثمانية كتب وشارك في نشر أكثر من عشرين كتاباً جماعياً وعشرات الأبحاث والأوراق البحثية:
- أهم كتبه:

1. مقاربة أولية لأهم الحقائق التي أكدها العدوان على العراق (1992)
2. مقاربات حول قضايا التنمية والديمقراطية وحقوق الإنسان في الوطن العربي (1995)[19]
3. الأحزاب الشيوعية في المشرق العربي والمسألة القومية من العشرينيات إلى حرب الخليج الثانية[21] (2002)[22]
4. الفضاء العربي وتفاعلاته في التاريخ المعاصر (2006)[23] طبع في دار الأهالي بدمشق ويتألف من 167 صفحة.[24]
5. تعاظم الدور الإقليمي لتركيا (2010)[25][26] طبع في دار نقوش تونسية ويتألف من 307 صفحات.[27]
6. مقدمات ربيع الثورات العربية ومآلاته (2017)، طبع في دار نون[28]
7. أنماط من بناء الدولة القومية في التاريخ الحديث (2020)[29][30] طبع في دار كتب في لندن ويتألف من 188 صفحة (ردمك 9781780585598).[31]

- أهم المؤلفات المشتركة:

1. مفوضية الأمم المتحدة لشؤون اللاجئين في البلدان العربية/خمسون سنة من العمل الإنساني (2001)(ردمك 9973771214) [32]
2. الثقافة العربية والتحديات الراهنة (2006)[33]
3. الإسلاميون والحكم في البلاد العربية وتركيا (2006)[34][35]
4. الإسلاميون والمجال السياسي في المغرب والبلاد العربية (2008)[15]